# Temedad
Temedad was de grondlegger van het Modekngei. Hij werd geboren in Chol, een klein dorpje en de hoofdstad van de staat Ngardmau in Palau. Palau is een land van eilanden in het westen van de van de Grote Oceaan ter hoogte van de Filipijnen.
Temedad verklaarde op een morgen dat hij de nacht ervoor was bezocht door de oppergod van alle goden op Palau, dat hij was gekozen om het volk van Palau te leiden en het Modekngei, voluit het Ngara Modekngei, moest verkondigen. Het Modekngei is een monotheïstisch geloof. Temedad kwam tussen 1915 en 1919 met zijn getuigenis. Het volk aarzelde in het begin, maar aanvaardde zijn revelatie en vanaf dat moment werd de godsdienst op Palau beleden.
bladek · chelid · deleb · kerong · keskes · sis · temall    –    Ngirchomkuuk · Temedad